# NGC 2108
NGC 2108 est un amas ouvert situé dans la constellation de la Dorade. Cet amas est situé dans le Grand Nuage de Magellan. Il a été découvert par l'astronome britannique John Herschel en 1835. L'astronome écossais James Dunlop a peut-être observé cet amas en 1826.

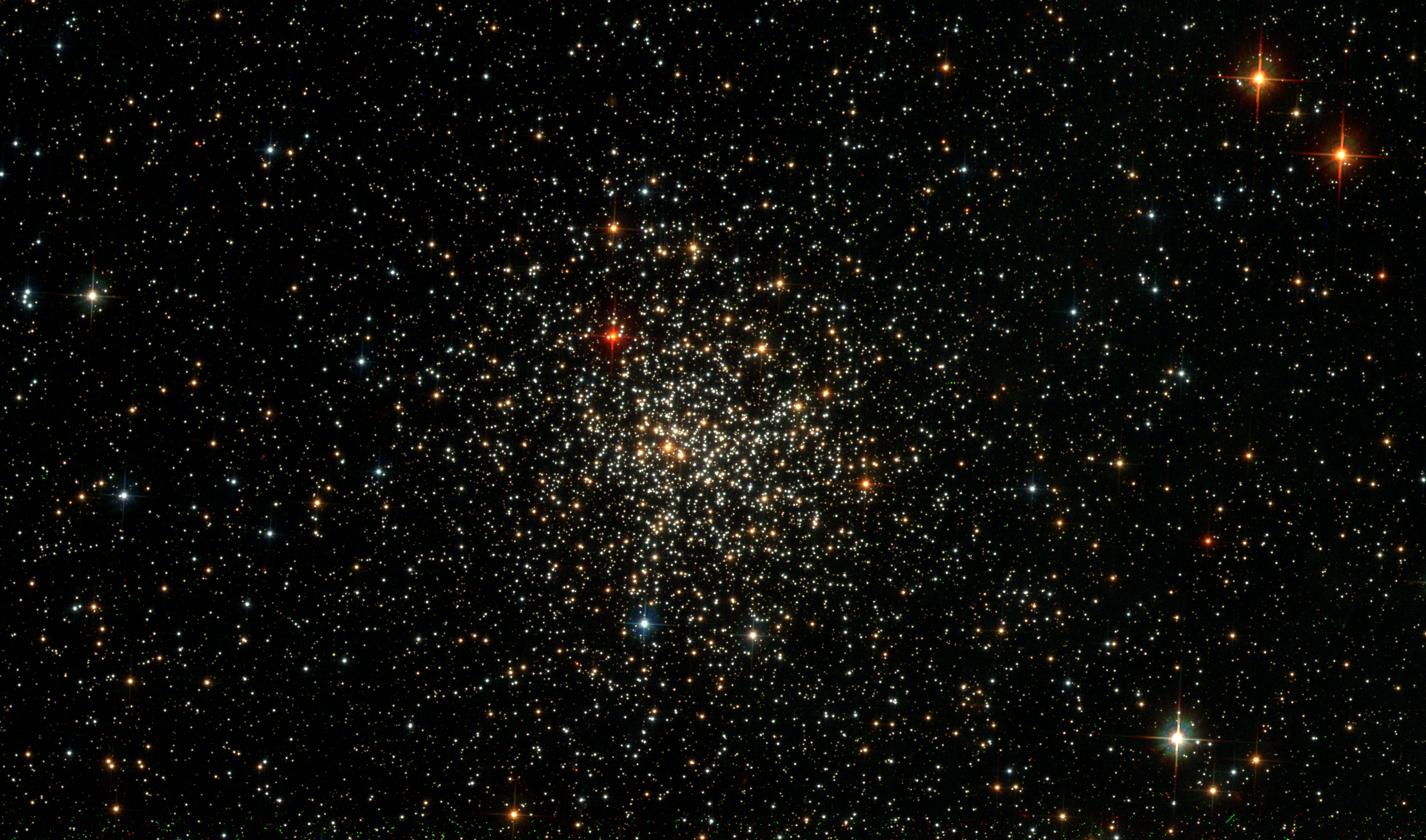
NGC 2108 par le télescope spatial Hubble.

À ce jour, cinq mesures non basées sur le décalage vers le rouge (redshift) donnent une distance de 0,049 ± 0,001 Mpc (∼160 000 al).